# アウストラル航空2553便墜落事故
アウストラル航空2553便墜落事故は、アウストラル航空2553便が、現地時間1997年10月10日22時10分にウルグアイのヌエボ・ベルリンに墜落した航空事故である。

## 事故の概要
2553便はポサーダスからブエノスアイレスに向かう定期便で、20時20分にポサーダスを離陸したが、嵐を避けるためにフライ・ベントスにダイバートすることを決定した。フライトデータレコーダーによると、進路を変えた直後から速度計の示す速度が異常なほど低下し始めた。これは実際の速度が低下していたわけではなく、ピトー管が凍結して塞がれたことにより速度計に異常が発生したものだった。パイロットはこれを推力の低下が原因と判断して徐々に推力を増加させたが、改善されなかったためエゼイザ空港の管制官に低高度への降下を要請した。返答はなかったが、機長は失速速度を下げようとして高度を下げることにした。
35,000フィート (11,000 m)から31,700フィート (9,700 m)に降下している間も速度計は依然異常な数値を示しており、機長はこれを速度計の異常と判断し、降下をやめて減速するよう副操縦士に命じた。しかし速度の低下を信じ込んでいた副操縦士は機長の意見を無視し、高度を保ち失速速度を下げるために高度30,000フィート (9,100 m)でスラットを展開した。この時の対気速度はVNE付近で、スラットの限界速度を大幅に超過していたため、スラットのうち1つが猛烈な空力で主翼から引き千切られた。これにより主翼上の気流が非対称になって機体は操縦不能に陥り、22時10分にウルグアイ川沿いの沼地にほぼ垂直に墜落した。搭乗していた74人全員が死亡した。墜落時の速度は時速1,200kmを超えていたと推測される。
アルゼンチン空軍とウルグアイ空軍が調査を行った結果、高度15,000フィート (4,600 m)で雲中に入った時にピトー管が凍結したことが判明した。フライトデータレコーダーのデータでは、急降下中にピトー管の凍結が解け、速度表示が正常に戻ったため対気速度が3秒間で時速300kmから800kmに増加していた。